# Lappula mogoltavica
Lappula mogoltavica är en strävbladig växtart som beskrevs av M. Pop. och A.P. Chukavina. Lappula mogoltavica ingår i släktet piggfrön, och familjen strävbladiga växter. Inga underarter finns listade i Catalogue of Life.